# Otomys denti
Otomys denti är en däggdjursart som beskrevs av Thomas 1906. Otomys denti ingår i släktet egentliga öronråttor och familjen råttdjur. Inga underarter finns listade i Catalogue of Life.
Vuxna exemplar är 131 till 183 mm långa (huvud och bål), har en 64 till 96 mm lång svans och har cirka 27 mm långa bakfötter. Öronen är ungefär 20 mm stora och viktuppgifter saknas. Arten har ett robust huvud och päls som är tjock och mjuk. Pälsen är enhetlig svartbrun med kopparfärgade nyanser. Svansen är enhetlig svart vad som skiljer Otomys denti från andra släktmedlemmar. Alla framtänder har en ränna på framsidan. Honans fyra spenar ligger vid ljumsken.
Denna gnagare förekommer i bergstrakter i östra Afrika. En population hittas i östra Kongo-Kinshasa, sydvästra Uganda, Rwanda och Burundi. Den andra populationen lever i nordöstra Tanzania. Arten vistas i regioner som ligger 1950 till 3000 meter över havet. Habitatet utgörs av skogar, bergsängar, buskskogar och bergssluttningar.
Flera exemplar registrerades när de åt bark från cypresser. Antagligen ingår även andra växtdelar i födan. Honor som var dräktiga med en unge dokumenterades främst under den kalla årstiden. Denna gnagare jagas bland annat av stäpphök, av afrikansk gräsuggla och av leoparden.
Beståndet hotas av bränder och av inbördeskrig som pågår i regionen. Populationen minskar men den anses fortfarande vara stor. IUCN kategoriserar arten globalt som livskraftig.